# Club Patí Calafell
Le Club Patí Calafell ou CP Calafell est un club espagnol de rink hockey de la ville de Calafell en catalogne. Il fut fondé en 1952 et évolue au sein du championnat de OK Liga, sous le nom de CP Calafell Tot l'Any.

## Histoire
Le 9 juin 1952, le révérand Jaume Tobella rt Llobet, alors recteur de la paroisse de Sante Cruz de Calafell, vont accepter l'idée de mettre en place une équipe de rink hockey, qui fera partie du “Centre Parroquial”. Cette idée de former une équipe de hockey a surgi à l'occasion du Championnat du monde de 1951 qui s'est tenu à Barcelone, lorsque l'équipe d'Espagne a remporté le titre.
Un groupe, parmi lequel se trouvait, Albert Romeu et Marcel Miró, voulant accéder à un championnat est alors allé voir le révérand Jaume pour obtenir un terrain. L'été se disputaient des matchs amicaux, sur les terrasses de l'hôtel Miramar, face à des équipes telles que Villafranca ou des vacanciers dont le champion de rallye Joan Fernández et Marimon qui ont été les premiers sportifs à patiner sur le terrain du presbytère.
Le “Centre Parroquial” a également des sections basket, échecs, tennis de table où Marcel Miró fut champion régional.
En 1953, des matchs amicaux commencent à être disputé sur le terrain “Peixarot” de Vilanova ou le “Centre Catequístic” de Vendrell.
Les pionniers sont les suivants : Joan Jané “Pau Xic”, Lluís Domingo “Lluiset”, Joan Fernández “Cugat”, Marcel Miró “Badoret”, Josep Mª Santacana, Josep Mª Papiol, “L’Angelet”, Joan Montejo, Joan PAPIOL, “Rovello”, Ramon Gibert, “Serenet”.
Le président du “Centre Parroquial” était Vicenç Espinya.
Le 17 juillet 1954, la première piste a été inaugurée par un match face au Centre Catequístic de Vendrell. Elle a été offerte par des volontaires de la ville du presbytère.
Lors de la saison 1954-1955, Calafell joue pour la première fois dans un championnat régional officiel. Le club se retrouvera avec des équipes telles que CH Borges Blanques, CC Vendrell, CD Tortosa, CH Lleida, CH Cervantes (Lleida), CH Antorxa (Lleida). Cette même année, une première équipe jeune a également été engagé.
Le 17 octobre 1954, le premier match s'est parfaitement déroulé. Il s'est achevé sur une victoire 9 à 0 contre le CH Antorxa. Le club a joué douze matchs (quatre victoires, quatre défaites, quatre égalités) et se classe à la cinquième place en ayant marqué 31 buts et en en ayant encaissés 32.
Au presbytère, un nouveau recteur arriva à la fin de l'année 1964-1965 qui conduit l'équipe à quitter son terrain au sein du presbytère. À cette époque, la majorité des joueurs étaient de Calafell.
Lors de la saison 1965-1966, les matchs se sont disputés au cinema de la platja “Pista del Litu”. Pendant ce temps, des gens se sont retournés pour construire une nouvelle salle. La saison suivante, l'équipe joua sur le terrain de “Les Escoles”.
Calafell changea son nom, pour devenir le Club Patí Calafell.
Lors de la saison 1963-1964, l'équipe remporta son premier titre national. Elle fut championne d'Espagne et de Catalogne, championne de 2e division et accéda ainsi à la 1re division (actuel divisió d’honor).
Les joueurs qui forment cette équipe sont Gibert, Montejo, Rovira, Papiol. Miró, Lorente (entraineur et joueur), Palanques et Nart.
La saison 1967-1968 fut la première à retransmettre à la télévision un match du club, lors d'une rencontre à l'extérieur face à Mataró. Ce dernier s'est imposé sur le score de 4 à 0.
Durant cette première saison en 1re division, le club parvient à réaliser son meilleur résultat au plus haut niveau jusqu'à présent, en terminant à la quatrième place.
Toujours lors de cette même saison, le club fut victime de l'une des plus importantes sanctions imposées à un club. Lors des phases éliminatoires de la coupe de Su Excelencia el Generelísimo, le club a perdu le premier match 7 à 2 à Mataró, mais parvient à rattraper le score lors des prolongations du match retour en s'imposant 8 à 2.
Le club a reçu une sanction l'interdisant de participer à n'importe quelle compétition, quelle que soit la catégorie durant une année.
Il y a eu alors une pause car de nombreux membres ont quitté le club en raison d'un désaccord sur la continuation du club, car ils voulaient que le club soit dissout.
Un conseil de gestion, présidé par Joan Vives, accompagné par Joan Palau, Cosme Romeu et une quarantaine d'autres membres, décide de la poursuite du club. Le club ne dispose plus que d'équipe jeune.
L'équipe junior va se qualifier pour les phases finales du championnat d'Espagne à Bilbao et terminera à la quatrième place. Romeu et Serrano furent les gardiens, Montejo, Arturo et Mañé les défenseurs, et Nicolau, Armajach et Collado les attaquants. L'entraineur était Agustí Blanch “Rius”.
Le club a joué, lors de la saison 1974-1975, sur les terrains d'école. La saison 1975-1976 commença par la construction de l'actuel pavelló municipal. L'équipe y a joué durant trois années sur ce terrain à ciel ouvert, jusqu'au 25 ans du club, année où la piste a été couverte.
Le premier match sur le terrain découvert fut face au FEMSA de Madrid. Le match fut remporté par les locaux sur le score de 13 à 2. Ils ont joué en 1re division nationale.
Un des plus importants succès du club se produit lors de la saison 1980-1981, lorsque l'équipe première fut proclamée championne d'Espagne de 1re division et accéda à Divisió d’Honor.
La composition de l'équipe était : Casado, Mañé, E. Collado, Ortoll, Pallarés, Palau, Ràfols, Olivella, Tutusaus, Suau, Gener et R. Collado. L'entraineur était Ramon Ferré.